# Grottberget

Grottberget är en klippa i Hagaparken i Solna, som ligger söder om Gustav III:s paviljong. Namnet härrör från den konstgjorda grottan (se Hagaparkens grotta), som är resterna av ett vattenuppfordringsverk som skulle fylla en anlagd liten sjö uppe på berget. På Grottberget planerade Gustav III olika byggnader som dock aldrig fullbordades. Från Grottberget har man en vidsträckt utsikt över södra Brunnsviken.
År 1781 presenterade Fredrik Magnus Piper sin General-Plan af Gamla och nya Haga Lustpark för en engelsk park vid Haga. Planen illustrerade inte bara hur parken skulle anläggas utan den redovisade även befintliga och planerade byggnader.  En särskild funktion fick området som kallas idag för Grottberget. På denna höjd med en brant klippa ner mot Brunnsviken planerade Piper en anlagd sjö och en pumpstation som skulle pumpa upp vattnet dit.
Några år senare, när Louis Jean Desprez hade blivit Gustav III:s favoritarkitekt för Hagaparken, visade Desprez ett förslag till en obelisk på Grottberget. Obelisken skulle uppföras mitt emot Gustav III:s paviljong och utgöra ett långt synligt utropstecken (se Hagaparkens obelisk). Gustav III och Desprez planerade även ett utsiktstorn, eller "observatorium" på Grottberget (se Hagaparkens utsiktstorn). Byggnaden utformades som en hög kolonn i dorisk ordning med en skulptur föreställande Gustav Vasa på toppen. Sockeln var smyckad med vackra häststatyer. Via en invändig spiraltrappa nådde man en utsiktsbalkong. 
Inget av Pipers eller Desprez förslag utfördes. Idag syns bara ett inhägnat vertikalt gruvhål uppe på berget som är resterna av Pipers pumpschakt.
| Illustrationen till vänster visar en utsikt från Grottberget mot nordost vid 1800-talets början. I bildmitt syns Gustav III:s paviljong, Ekotemplet och Amor och Psyketemplet. Längst i bakgrunden reser sig trämodellen till obelisken på Slottsbacken som fanns på höjden söder om Villa Frescati. Bilder till höger visar samma vy i maj 2010. |  | Illustrationen till vänster visar en utsikt från Grottberget mot nordost vid 1800-talets början. I bildmitt syns Gustav III:s paviljong, Ekotemplet och Amor och Psyketemplet. Längst i bakgrunden reser sig trämodellen till obelisken på Slottsbacken som fanns på höjden söder om Villa Frescati. Bilder till höger visar samma vy i maj 2010. |
| Illustrationen till vänster visar en utsikt från Grottberget mot nordost vid 1800-talets början. I bildmitt syns Gustav III:s paviljong, Ekotemplet och Amor och Psyketemplet. Längst i bakgrunden reser sig trämodellen till obelisken på Slottsbacken som fanns på höjden söder om Villa Frescati. Bilder till höger visar samma vy i maj 2010. |  | |